# Zbog tebe
Zbog tebe är Indira Radićs andra studioalbum med Južni Vetar, som släpptes år 1993.

## Låtlista
1. Zbog tebe (På grund av dig)
2. Tužna vrbo
3. Suzo moja
4. Sunce u daljini (Solen i fjärran)
5. Sto godina sreće (Hundra år av lycka)
6. Poljubi me i videćeš (Kyss mig och du kommer att se)
7. Ti si moj (Du är min)
8. Prošlo je vreme ljubavi (Det är en tid av kärlek)

### Fotnoter
1. ↑  ”Zbog tebe”. Discogs. http://www.discogs.com/Indira-Radi%C4%87-i-Ju%C5%BEni-Vetar-Zbog-Tebe/master/256151. Läst 23 mars 2013.